# Украдене кохання
«Украдене кохання» (англ. Stolen Love) — американська мелодрама режисера Лінна Шоурса 1928 року з Марселін Дей у головній ролі.

## У ролях
- Марселін Дей — Джоан Гастінгс
- Рекс Ліз — Білл
- Оуен Мур — Кертіс Барстоу
- Хелен Лінч — Рут
- Бланш Фредерічі — тітка Евві
- Джой Вінтроп — Тітка Бейб
- Бетті Блайт — кравчиня